# Tour du Pays basque 1930
Le Tour du Pays basque 1930 se tient du 18 au 21 septembre sur 4 étapes pour un total de 723 km.

## Les étapes
| Étape     | Date         | Villes étapes                | Distance (km) | Vainqueur d'étape       | Leader du classement général |
| 1re étape | 18 septembre | Bilbao - Vitoria             | 180           | Antonin Magne France    | Antonin Magne France         |
| 2e étape  | 19 septembre | Vitoria - Pampelune          | 150           | Ricardo Montero Espagne | Ricardo Montero Espagne      |
| 3e étape  | 20 septembre | Pampelune - Saint-Sébastien  | 216           | Antonin Magne France    | Antonin Magne France         |
| 4e étape  | 21 septembre | Saint-Sébastien - Las Arenas | 177           | Mariano Cañardo Espagne | Mariano Cañardo Espagne      |

## Classement
| \| 1er \| Mariano Cañardo Espagne \| 26 h 36 min 31 s \| \| \| 2e \| Antonin Magne France \| à 50 s \| \| \| 3e \| Jean Aerts Belgique \| à 14 min 26 s \| \| \| 4e \| Federico Ezquerra Espagne \| à 15 min 54 s \| \| \| 5e \| Pierre Magne France \| à 16 min 35 s \| \| \| 6e \| Julien Moineau France \| à 17 min 20 s \| \| \| 7e \| Hector Martin Belgique \| à 20 min 36 s \| \| \| 8e \| Eusebio Bastida Espagne \| à 20 min 54 s \| \| \| 9e \| Luciano Montero Espagne \| à 25 min 17 s \| \| \| 10e \| Juan Antonio Golzarri Espagne \| à 30 min 36 s \| \| 31 partants, 28 classés |                               |                  |  |
| 1er | Mariano Cañardo Espagne       | 26 h 36 min 31 s |  |
| 2e | Antonin Magne France          | à 50 s           |  |
| 3e | Jean Aerts Belgique           | à 14 min 26 s    |  |
| 4e | Federico Ezquerra Espagne     | à 15 min 54 s    |  |
| 5e | Pierre Magne France           | à 16 min 35 s    |  |
| 6e | Julien Moineau France         | à 17 min 20 s    |  |
| 7e | Hector Martin Belgique        | à 20 min 36 s    |  |
| 8e | Eusebio Bastida Espagne       | à 20 min 54 s    |  |
| 9e | Luciano Montero Espagne       | à 25 min 17 s    |  |
| 10e | Juan Antonio Golzarri Espagne | à 30 min 36 s    |  |